# Klosterhofschule (Lübeck)
Die Klosterhofschule ist ein denkmalgeschützter Schulkomplex in Lübeck.

## Lage
Die Klosterhofschule befindet sich südlich der Altstadt im Stadtteil St. Jürgen und trägt die Adresse Mönkhofer Weg 95. Zum Zeitpunkt ihrer Erbauung lag sie zwischen zwei vorstädtischen Siedlungsgebieten, die entlang der Ratzeburger Allee und der Kronsforder Allee entstanden waren.

## Geschichte
In den 1920er Jahren zeigte sich, dass die Kapazität der 1906 eröffneten II. St.-Jürgen-Schule (heute Kahlhorst-Schule) an der Kahlhorststraße angesichts des Wachstums des Stadtteils St. Jürgen erschöpft war und die Errichtung einer weiteren Volksschule erforderlich wurde. Die Stadtverwaltung entschied sich 1929 für einen Standort am Rande des zu jener Zeit besiedelten Gebiets; dahinter stand der Gedanke, dass die Schule durch die fortschreitende Erschließung des Stadtteils in absehbarer Zeit von selbst eine zentralere Lage erhalten würde. Das Grundstück wurde bewusst großzügig bemessen, damit eine spätere Erweiterung möglich blieb. Zugleich wurde der ausgewählte Bauplatz auch zum Namensgeber der Schule, da die Fläche Teil einer Liegenschaft im Besitz des St.-Annen-Klosters war, die den Namen Klosterhof trug.
Die Klosterhofschule war der erste Lübecker Schulneubau seit 1908; in den seitdem vergangenen 21 Jahren hatten sich die Anforderungen an Funktion und Gestaltung von Schulgebäuden erheblich verändert. Der von der Oberschulbehörde mit dem Gesamtentwurf beauftragte Stadtbaudirektor Hans Pieper wandte sich daher an den Schulrat Sebald Schwarz und arbeitete mit ihm gemeinsam Pläne im Sinne der Reformpädagogik aus.
Anfang Oktober 1929 genehmigte die Bürgerschaft die Pläne und die Finanzierung der mit 1,1 Millionen Reichsmark veranschlagten Baukosten. Bereits am 12. Oktober begannen die Bauarbeiten, die von der Stadt wegen der beginnenden Weltwirtschaftskrise als Notstandsarbeiten zur Förderung der Beschäftigung ausgewiesen wurden.
Am 11. April 1931 erfolgte die Einweihung der Klosterhofschule durch Senat und Bürgerschaft. Der Schulkomplex, seinerzeit einer der modernsten Deutschlands, erregte Aufsehen durch seine Konzeption mit zahlreichen spezialisierten Fachunterrichts- und Funktionsräumen, die von den in einem eigenen Klassenflügel zusammengefassten, großzügig dimensionierten Klassenräumen getrennt waren. Die Anordnung der verschiedenen Bereiche zueinander und ihre Verbindungen miteinander wurden so gestaltet, dass sie sich organisch aus ihrer vorgesehenen Nutzung und ihrer Einbindung in die Abläufe des Schulbetriebs herleiten. Besonderer Wert wurde auf die reichliche Versorgung der Räume mit Tageslicht gelegt. Entsprechend erhielt das Gebäude lange Fensterbänder, deren große Glasflächen die Fassaden der aus rotem Backstein errichteten, kubischen Flachdach-Baukörper prägen.
Die Ausstattung der Schule war für ihre Zeit außergewöhnlich umfangreich. So verfügte sie beispielsweise nicht nur über eigene Räume für Werk-, Chemie- und Biologieunterricht, sondern auch über eine Aula mit Theaterbühne, die ausdrücklich nicht nur für schulische Zwecke vorgesehen war, sondern auch für kulturelle Veranstaltungen. Im Gebäude befand sich auch eine Filiale der Öffentlichen Bücherei mit separatem Eingang. Für den Bauschmuck wurde der Kieler Bildhauer Alwin Blaue gefunden. Er schuf die Portalplastik des lübeckischen Doppeladlers über dem Haupteingang (nicht erhalten), eine Kindergruppe über dem Eingang zur Aula und Fußbodenmosaiken. Die erkerartige Sitznische am nördlichen Ende des Baukörpers zieren noch heute von Hans Pieper entworfene farbige Glasfenster mit Darstellungen der Arche Noah, die in der Glaswerkstatt von Carl Berkentien hergestellt wurden.
Das ungewöhnlichste Element der Klosterhofschule war das als Sternkammer bezeichnete einfache, aber wirkungsvolle Planetarium auf der Spitze eines der beiden Türme der Westfassade. Angeregt durch Johannes Klöcking, war der Projektor in Zusammenarbeit mit Oberstudienrat Hans Cassebaum vom Lübecker Elektrotechniker Ernst Nachtigall gebaut worden. Das 1931 in Betrieb genommene Präzisionsgerät ist bis heute voll funktionsfähig.
Der mit zwei Trinkbrunnen und einer kleinen Freilichtbühne versehene Schulhof war für 800 Schüler vorgesehen. Nach Norden grenzte er an eine Fläche, die für eine mögliche spätere Erweiterung des Schulgebäudes freigehalten wurde.
Dieser Ausbau erfolgte 1951, als für die Klassen der neu gegründeten St.-Jürgen-Realschule ein zusätzlicher Flügel an der Ostseite der Aula hinzugefügt wurde. Dieser Erweiterungsbau ist in Konzeption und Ausführung erheblich schlichter als das Originalgebäude. Sein Erscheinungsbild mit kleineren Fenstern und ziegelgedecktem Walmdach, in dem noch die Bauästhetik des Dritten Reichs nachklingt, unterscheidet sich erheblich vom Aussehen des Hauptkomplexes.
Nachdem die Realschule 1963 ihr eigenes Gebäude in der nahen Kalkbrennerstraße erhalten hatte, wurde der neue Flügel gleichfalls von der Klosterhof-Volksschule übernommen. 1964 wurde die Klosterhofschule in eine Grund- und Hauptschule umgegliedert und 2009 mit der St.-Jürgen-Realschule organisatorisch zur Grund- und Gemeinschaftsschule St. Jürgen vereinigt. Ein 2020/21 auf dem Schulhof der Klosterhofschule entstandener separater Neubau dient der räumlichen Zusammenlegung beider Schulen.

## Bilder des heutigen Zustands

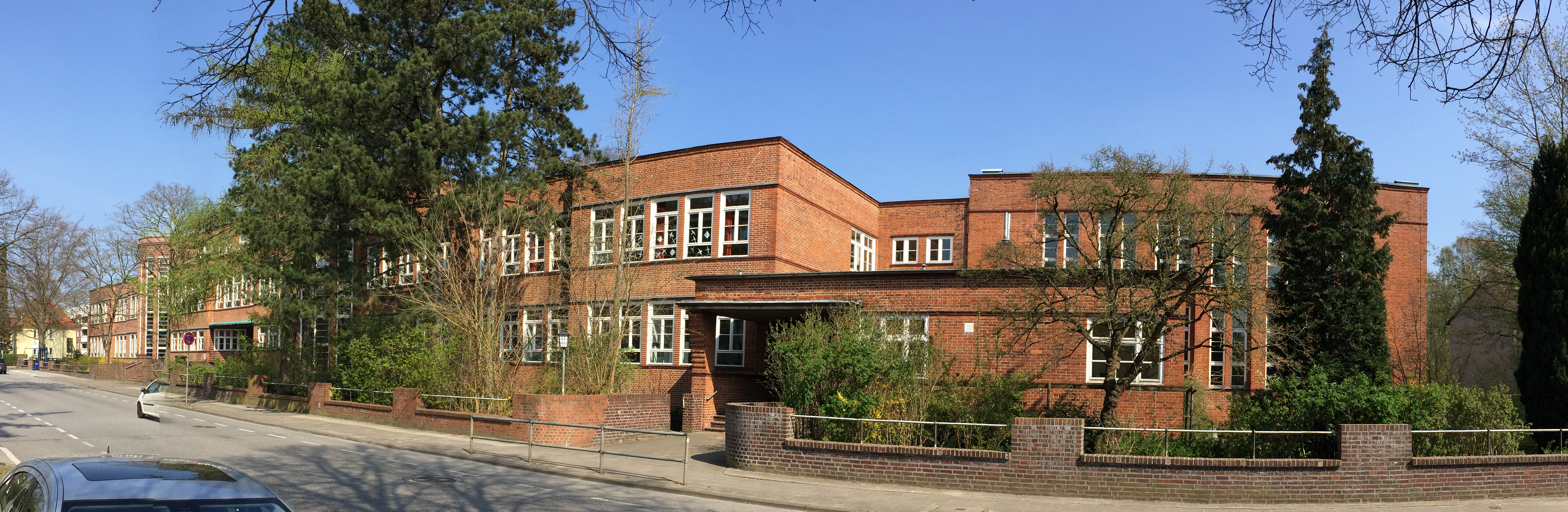
Hauptfassade der Klosterhofschule
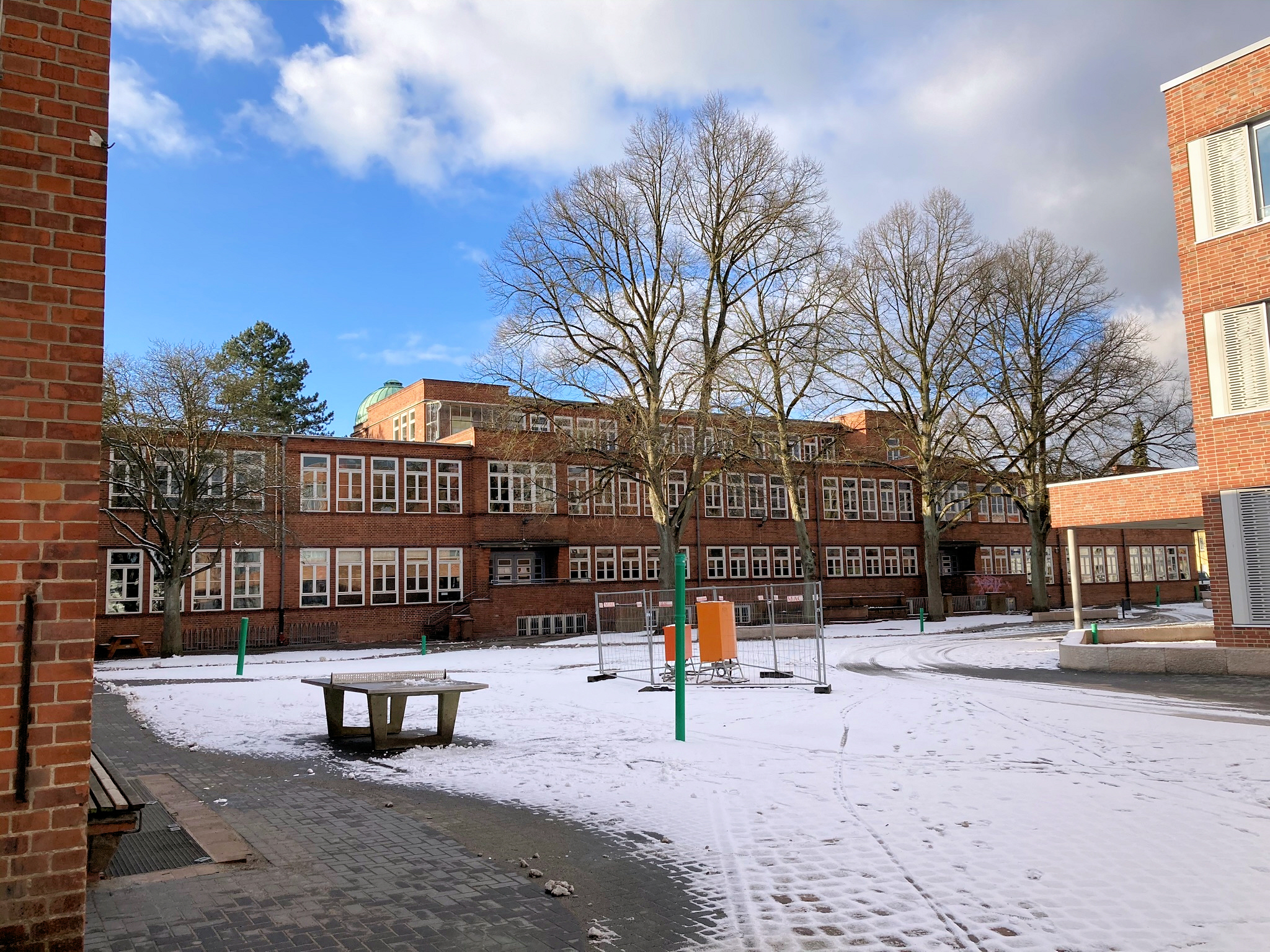
Schulhof mit Klassenraumflügel von 1931
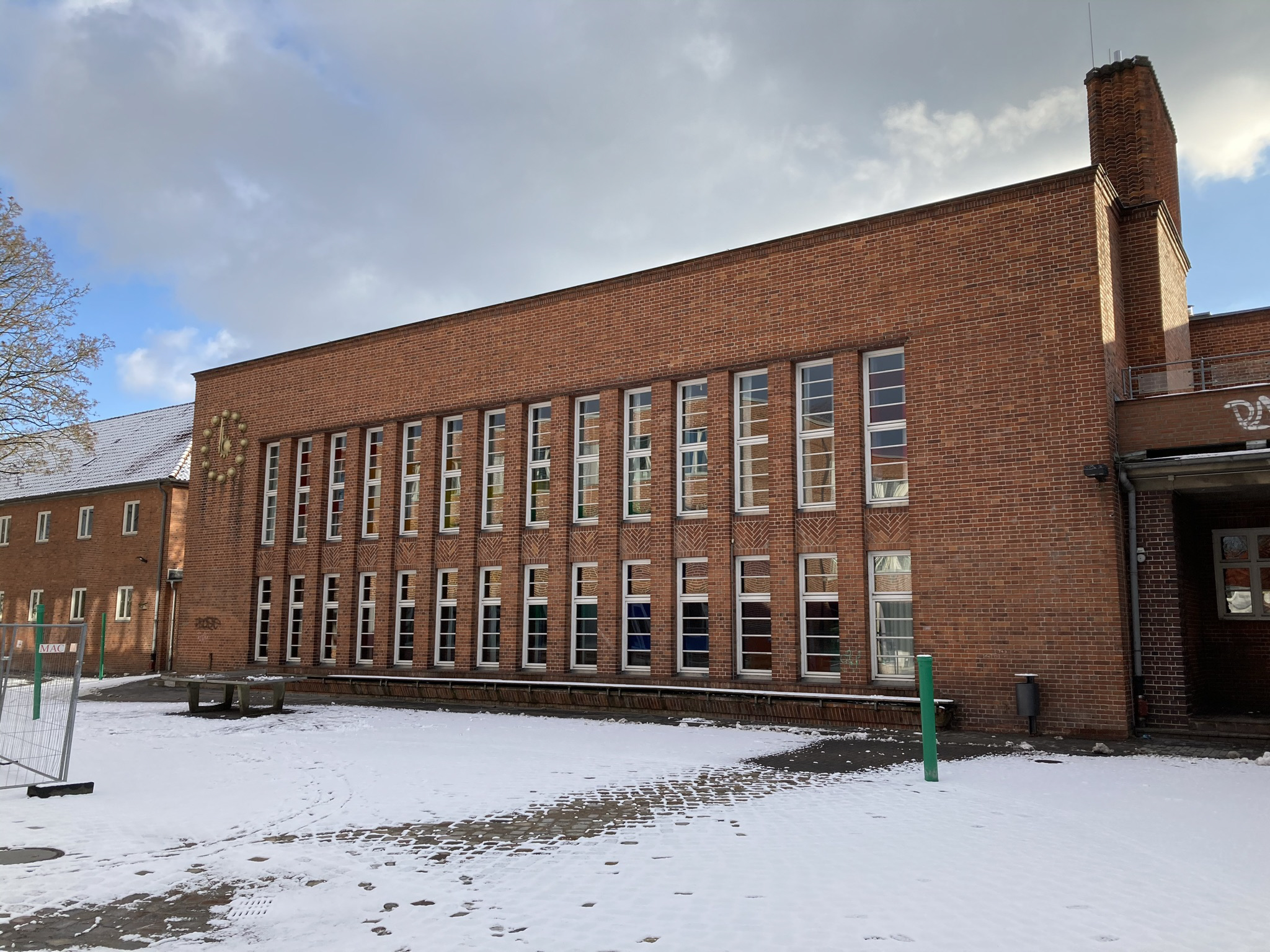
Die Aula
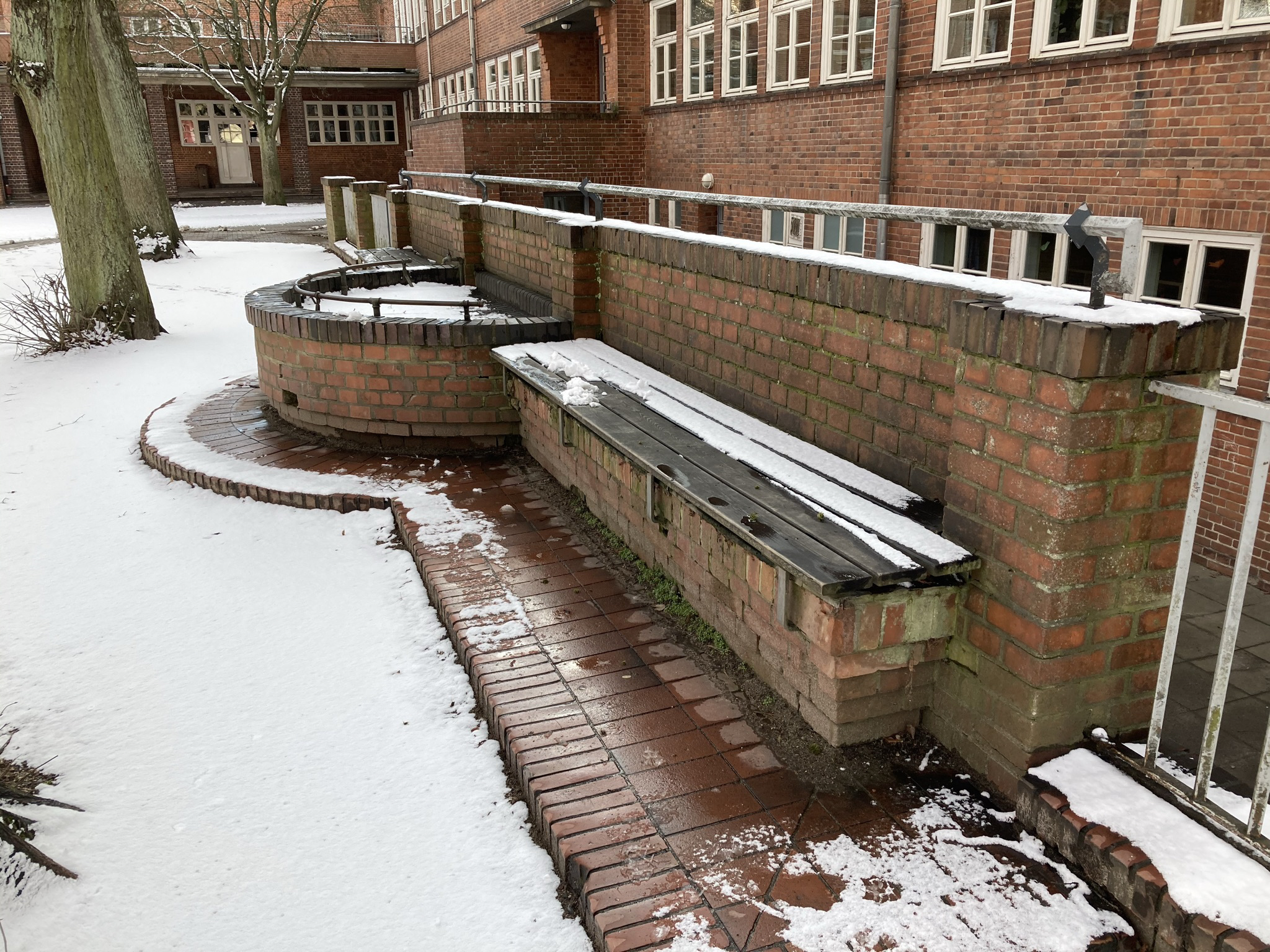
Stillgelegter Trinkbrunnen von 1931 auf dem Schulhof
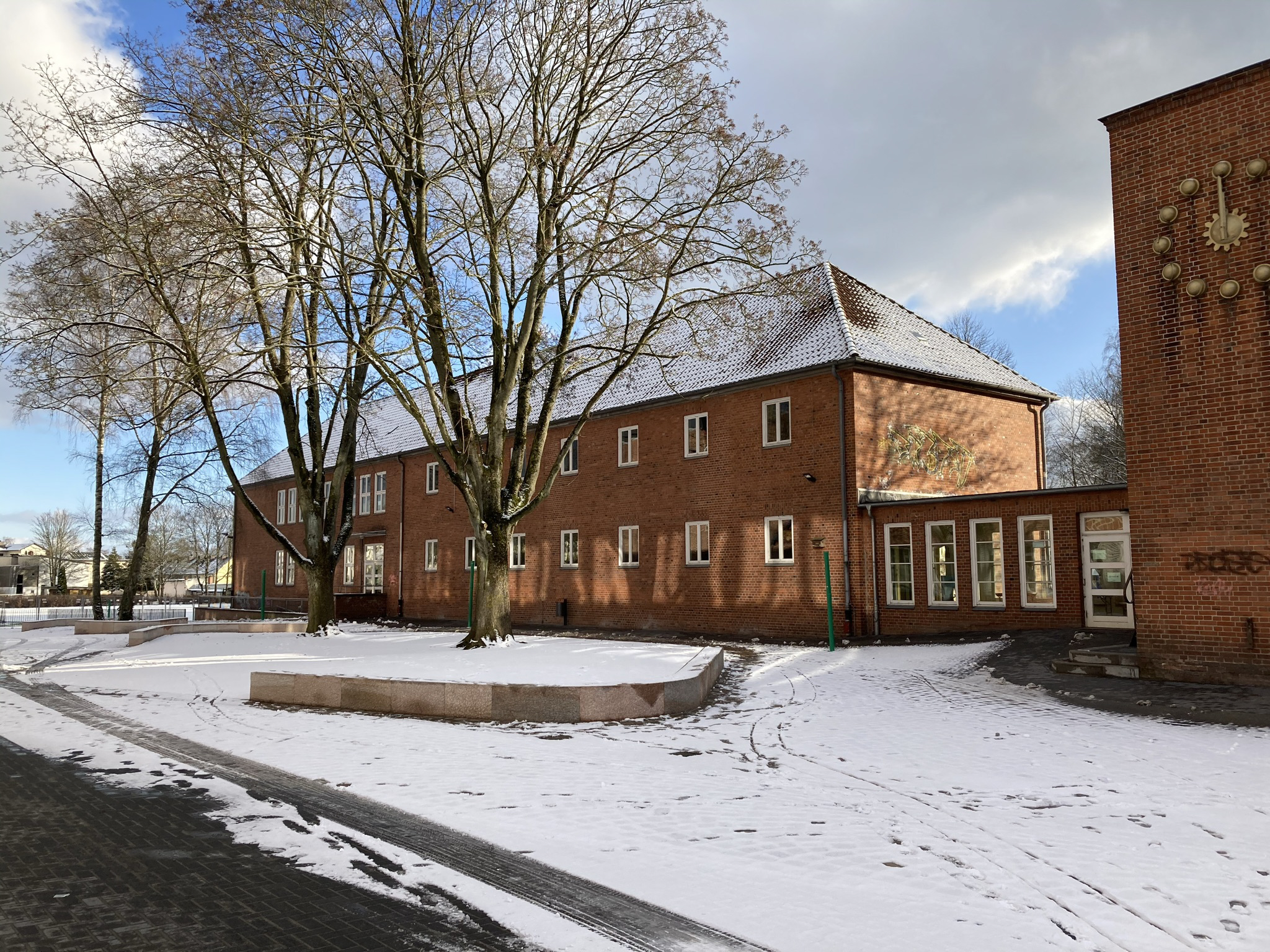
Der 1951 errichtete Erweiterungsbau
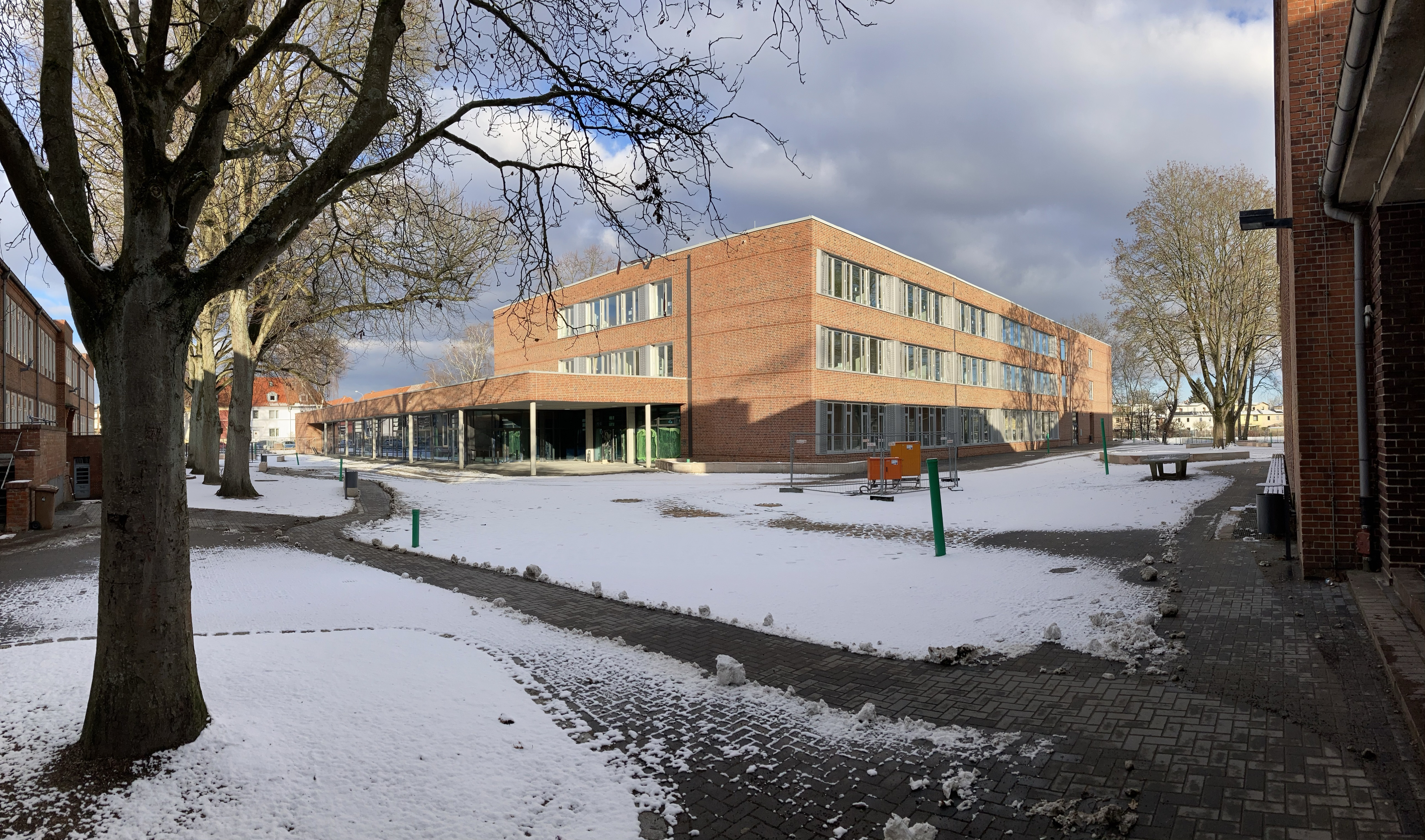
Der 2020/21 errichtete Erweiterungsbau

## Bilder des Originalzustands von 1931

Die Klosterhofschule unmittelbar nach der Fertigstellung
Grundrissplan des 1931er Erdgeschosses
Ansicht von Norden, 1931; auf dem hinteren Turm ist die Kuppel der Sternkammer erkennbar
Adler über dem Haupteingang
Darstellung des Himmelsgewölbes auf dem Nordturm der Westfassade
Blick über den Schulhof zur Aula, 1931
Plan des Inneren der Aula, 1930
Glasfenster Arche Noah im Erdgeschoss
Zeichen- und Gesangssaal, 1931
Klassenraum mit Vitrinen und Holzmöbeln, 1931
Klassenraum mit Stahlrohrmöbeln
Korridor mit Vitrinen, 1931
Treppenaufgang in einem der beiden Türme, 1931
Die Sternkammer mit dem Projektor, 1931
Physik- und Chemiesaal
Turnhalle, 1931
Gymnastiksaal, 1931
Brause- und Fußbadraum, 1931
Kessel der Heizungsanlage, 1931

## Denkmalschutz
Der gesamte 1931 fertiggestellte Originalkomplex steht wegen seines geschichtlichen, wissenschaftlichen und städtebaulichen Werts unter Denkmalschutz und ist mit der Nummer 1253 in der Lübecker Denkmalliste verzeichnet.